# Staņislavs Olijars
Staņislavs Olijars (ur. 22 marca 1979 w Czelabińsku, w Rosyjskiej FSRR) – łotewski lekkoatleta, specjalizujący się w biegach przez płotki na 60 i 110 metrów.
Mistrz Europy na 110 m przez płotki z 2006, halowy mistrz Europy na 60 m przez płotki z 2000 roku. W 2002, na HME w Wiedniu wywalczył brązowy medal na 60 m przez płotki, zaś na Mistrzostwach Europy 2002 medal srebrny na 110 m przez płotki. Jego najlepszym wynikiem na igrzyskach olimpijskich było 5. miejsce na 110 m przez płotki na Olimpiadzie w Atenach w 2004 roku.
Brązowy medalista (wspólnie z Rosjaninem Borisowem) halowych mistrzostw świata z Walencji w biegu na 60 m przez płotki.
Złoty medalista Mistrzostw Świata Juniorów w Lekkoatletyce (Annecy 1998). 3. zawodnik Pucharu Świata w Lekkoatletyce (Madryt 2002). 3. miejsce w Światowym Finale IAAF (Monako 2003 & 2004). W 1999 zdobył złoty medal Światowych Igrzysk Wojskowych rozegranych w Zagrzebiu, ustanawiając rekord tej imprezy w biegu na 110 metrów przez płotki (13,32).

## Rekordy życiowe
- Bieg na 110 metrów przez płotki – 13,08 (2003) rekord Łotwy
- Bieg na 100 metrów – 10,42 (2002)
- Bieg na 200 metrów – 20,91 (2003)
- Bieg na 60 metrów (hala) – 6,70 (1998)
- Bieg na 50 metrów przez płotki (hala) – 6,46 (2003)
- Bieg na 60 metrów przez płotki (hala) – 7,49 (2002 & 2004)
- Bieg na 110 metrów przez płotki (hala) – 13,71 (2001)
- skok w dal (hala) – 7,94 (2000)